# Fernand Musnik
Fernand Roger Musnik (10 juillet 1915, Saint-Mandé, Val-de-Marne – 6 mars 1945, Dachau, Bavière, Allemagne) est le commissaire adjoint des Éclaireurs israélites de France (EIF) et les dirige en zone occupée. Déporté par le convoi no 63, le 17 décembre 1943, à Auschwitz, il meurt d'épuisement au camp de concentration de Dachau après les marches de la mort.

## Biographie
Fernand Musnik est un juif d'origine lituanienne. Il est mutilé de la guerre 1939-1940.

### Union générale des israélites de France (UGIF)
Fernand Musnik est membre du conseil d'administration de l'Union générale des israélites de France (UGIF)-nord,.

### La Sixième Éclaireurs israélites de France en zone nord
Fernand Musnik et Emmanuel Lefschetz organisent la Sixième Éclaireurs israélites de France en zone nord. Emmanuel Lefschetz dirige les activités de la résistante Yvette Lévy.

### Déportation
La dernière adresse de Fernand Musnik est au 4, rue Changarnier, dans le 12e arrondissement de Paris. Il est déporté par le convoi no 63, le 17 décembre 1943, à Auschwitz. Il meurt d'épuisement au camp de concentration de Dachau après les marches de la mort.